# Hardcore Superstar
Hardcore Superstar est un groupe suédois de hard rock, originaire de Göteborg. Le groupe est formé en 1997 ; il a été quelques fois numéro un des charts en Suède, et nommé aux Grammis suédois.

## Biographie

### Débuts (1997-2000)
Peu après leur formation à l'automne 1997, ils signent chez le label Gain Records, chez lesquels ils sortiront leur premier album It's Only Rock'n'Roll en Suède. Cette sortie sera une sorte de coup d'essai qui leur ouvrira la porte de l'Europe, via le label Music for Nations.
Avec Music for Nations, Hardcore Superstar sort son premier album mondial, qu'ils considèrent comme marquant leur « début officiel ». L'album contenait des réenregistrements venant de It's Only Rock'n'Roll plus quelques nouvelles compositions. Intitulé Bad Sneakers and a Piña Colada, trois de ses singles seront classés Numéro 1 au Hit suédois, Someone Special, Liberation et Have You Been Around étant les singles en question. Pour faire la promotion de l'album, le groupe fait une tournée en Europe et au Japon  et sort un clip pour le single Liberation qui est nommé aux Grammis suédois.
Deuxième album du quatuor suédois, Thank You: For Letting Us Be Ourselves sort en 2001, etest vivement critiqué par les fans de la première heure (qui renommeront le groupe en Softcore Superstar).

### Thank You and No Regrets(2001–2003)
En 2001, la bande enchaîne avec Thank You: For Letting Us Be Ourselves, cet album est plus posé que son prédécesseur. Sur celui-ci figurent les titres comme Shame et Mother's Love. Un morceau bonus est réalisé sur l'édition japonaise, sur lequel participe le chanteur des Hanoi Rocks, Michael Monroe. Après la tournée du groupe pour ce nouveau CD, ils enregistrent un single avec Göteborg un groupe de punk rock. Le titre du single est Staden Göteborg (qui se traduit : « la Cité de Gothenburg »). Durant l'été de cette année, ils font la première partie d'un concert du groupe légendaire de hard rock : AC/DC à Ullevi Stadium. Pour continuer dans leur élan, les musiciens tournent en Italie avec notamment AC/DC et Motörhead[réf. nécessaire].
Pendant l'été de 2003, le quatuor compose un titre qui sert d'aperçu pour leur nouvel album, le morceau Honey Tongue, qui se classe 3e dans les charts des singles suédois. L'album lui-même suit en août 2003 du single No Regrets (11e des charts suédois). L'année suivante, Hardcore Superstar fait une tournée en Europe et aux États-Unis pour la représentation de leur album. Le groupe fait la une en Suède à la suite d'un incident entre Thomas Silver, le guitariste, et un journaliste au consulat suédois de New York. Après être rentré des États-Unis, les membres de Hardcore Superstar décide de faire une pause à durée indéfinie après avoir joué sans relâche pendant six ans[réf. nécessaire].

### Retour (2005–2008)
Hardcore Superstar signe de nouveau avec le label Gain Records ; la compagnie avec laquelle ils réalisent leur premier album en 1997. Le groupe revient rajeuni, avec un hard rock comparable à leurs premiers travaux. Ils réalisent un album portant le nom du groupe, Hardcore Superstar, en 2005, sur lequel figure les hits We Don't Celebrate Sundays, Wild Boys, My Good Reputation et Bag on Your Head ; classés dans les charts suédois[réf. nécessaire].
Cela les voit aussi nommé pour un Grammy en Suède encore une fois. Après quoi, ils passent sur toutes les grandes chaînes de télévision nationales et participent à de nombreux shows radios en Suède ; puis ils ont joué au Japon avec les Babylon Bombs. Le quatuor a également joué dans un important festival[Lequel ?] à Stockholm en décembre 2006.
Sorti en 2007, le cinquième album de Hardcore Superstar, Dreamin' in a Casket, est très attendu au tournant. Heureusement, cet album continue dans la lancée de leur précédent album en accentuant légèrement le côté heavy sans pour autant délaisser l'aspect mélodique. Cet album contient une de leurs meilleures chansons : Sophisticated Ladies. Ce nouvel album de Hardcore Superstar se classe 7e des charts suédois.

### Beg for It(2009–2011)

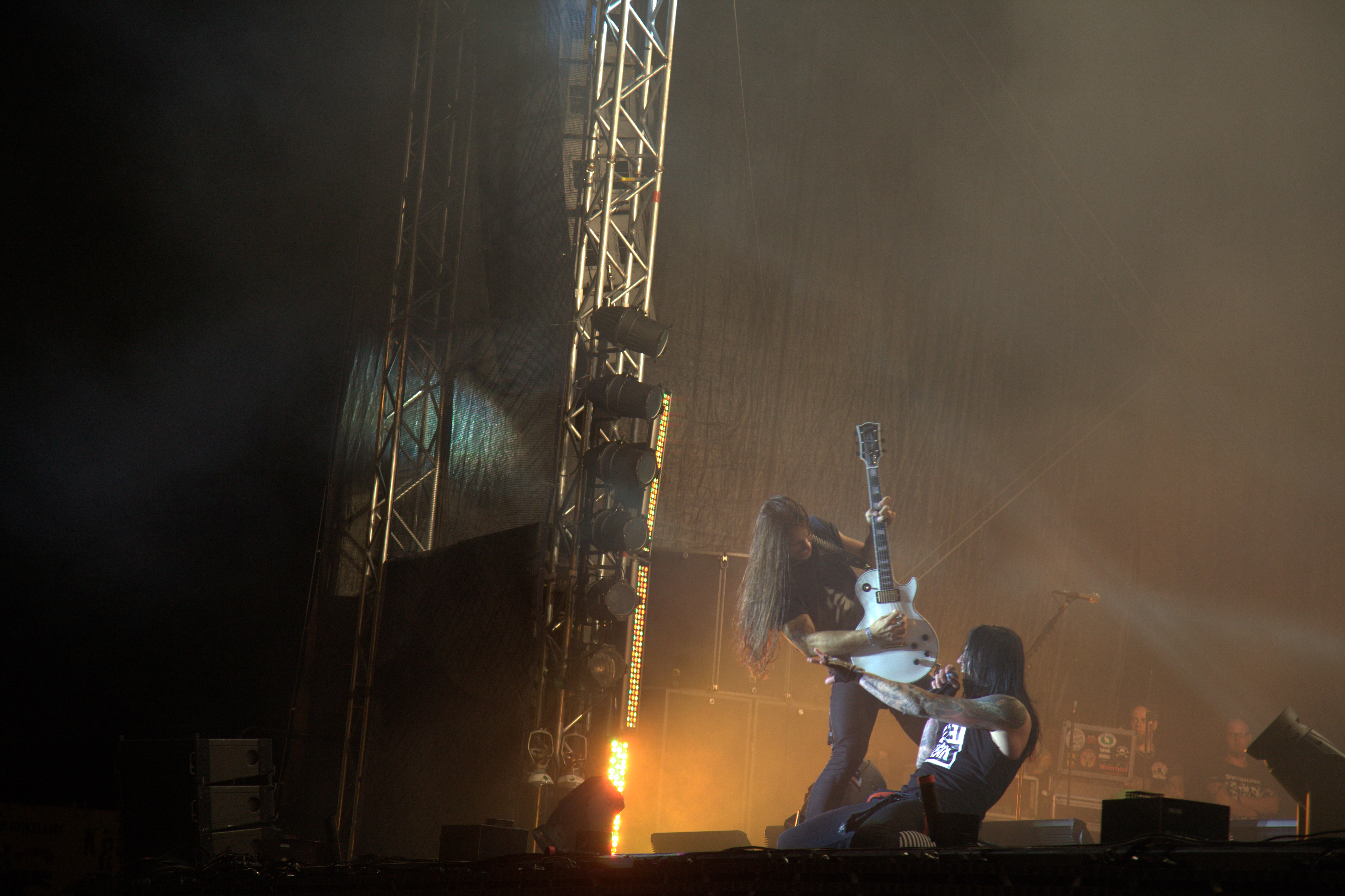
Hardcore Superstar à Göteborg en 2010.

Sorti en juin 2009, cet album est le premier avec le nouveau guitariste, Vic Zino, venu remplacer Silver Silver lors du début de la tournée de Dreamin' in a Casket.
Le groupe ne change pas de recette avec cet album, et propose, comme c'était le cas pour les deux albums précédents, du sleaze trash, devenu la marque de fabrique du groupe depuis l'album éponyme de 2005. Cette nouvelle galette voit toutefois le groupe s’aventurer vers des expérimentations assez inhabituelles, comme en témoigne l'intro en hommage à Ennio Morricone, ou le début acoustique de Spit it out. Il comprend aussi un côté Heavy que l'arrivée du nouveau guitariste fait beaucoup ressortir. Ceci est visible sur des titres comme le premier single, Beg for It (qui ressemble à du Helloween) ou sur Illegal Fun.
En 2010 sort l'album Split Your Lips qui atteint la 5e place des charts suédois.

### Derniers événements (depuis 2012)
Le 30 octobre 2012, Gain et Vic Zino, guitariste du groupe, sont annoncés pour un nouvel album, C'mon Take on Me. Le premier single de l'album, One More Minute, est publié le 17 janvier 2013. L'album est publié le 27 février 2013.
Le 24 janvier 2015, après dix ans d'absence sur le sol américain, ils jouent à guichet fermé au Whisky a Go Go de West Hollywood, en Californie. La nuit d'avant, ils jouent pour Steel Panther au NAMM Jam d'Anaheim, en Californie. Ils publient un album en Amérique du Nord en avril 2015, intitulé HCSS. Après la sortie de HCSS, le groupe embarque pour une tournée américaine et britannique avec Michael Monroe en 2016.
En février 2018, le groupe publie le clip de son nouveau single, Bring The House Down, via Gain Music Entertainment, issu de leur prochain album, You Can't Kill My Rock 'n' Roll, annoncé pour le 21 septembre 2018.

## Influences
Dans un premier temps assez rythmées, leurs compositions ont su varier au fil des albums, passant du hard rock au rock plus doux. Hardcore superstar a aussi fait des reprises de nombreux groupes, dont The Who, Hanoi Rocks, Alice Cooper, et INXS.

## Membres
- Joakim « Jocke » Berg - chant
- Vic Zino - guitare
- Martin Sandvick - basse
- Magnus « Adde » Andreasson - batterie

## Discographie

### Albums studio
- 1997 : It's Only Rock'n'Roll
- 2000 : Bad Sneakers and a Piña Colada
- 2001 : Thank You: For Letting Us Be Ourselves
- 2003 : No Regrets (version limitée au Japon)
- 2005 : Hardcore Superstar
- 2007 : Dreamin' in a Casket
- 2009 : Beg For It
- 2010 : Split Your Lip
- 2013 : C'mon Take on Me
- 2018 :You can’t Kill My Rock’n Roll

### Singles
- Hello/Goodbye - (1998)
- Someone Special - (1999) (réédité en 2000)
- Liberation - (2000)
- Staden Goteborg - (2001)
- Shame - (2001)
- Mother's Love - (2002)
- Honey Tongue - (2003)
- Still I'm Glad - (2003)
- Wild Boys - (2005)
- We Don't Celebrate Sundays - (2005)
- My Good Reputation - (2006)
- Bag On Your Head - (2007)
- Bastards - (2007)
- Dreamin' in a Casket - (2007)
- Silence For the Peacefully - (-2007)
- Medicate me - (2008)
- Beg for it - (2009)
- Into Debauchery - (2009)
- Touch the Sky - (2015)